# Manifesto olimpico
Il manifesto olimpico è un'immagine che rappresenta un'edizione dei Giochi olimpici. Di solito è disegnato da un artista della nazione organizzatrice.
È stato realizzato un manifesto ufficiale per ogni edizione dei Giochi olimpici: nei primi tempi era l'immagine ufficiale che contraddistingueva l'olimpiade, ma dal 1924 ha assunto sempre meno importanza in favore dell'emblema olimpico (o logo olimpico), immagine stilizzata che riassume meglio la singola edizione.
Di seguito l'elenco di alcuni manifesti dei Giochi olimpici, sia estivi sia invernali.

## Giochi olimpici estivi
| Anno | Giochi                      | Manifesto | Città                 | Paese       | Note                             |
| ---- | --------------------------- | --------- | --------------------- | ----------- | -------------------------------- |
| 1896 | Giochi della I Olimpiade    |           | Atene                 | Grecia      | Copertina del rapporto ufficiale |
| 1900 | Giochi della II Olimpiade   |           | Parigi                | Francia     |                                  |
| 1904 | Giochi della III Olimpiade  |           | Saint Louis, Missouri | Stati Uniti | Copertina del rapporto ufficiale |
| 1908 | Giochi della IV Olimpiade   |           | Londra                | Regno Unito |                                  |
| 1912 | Giochi della V Olimpiade    |           | Stoccolma             | Svezia      |                                  |
| 1916 | Giochi della VI Olimpiade   | -         | Berlino               | Germania    |                                  |
| 1920 | Giochi della VII Olimpiade  |           | Anversa               | Belgio      |                                  |
| 1924 | Giochi della VIII Olimpiade |           | Parigi                | Francia     |                                  |
| 1928 | Giochi della IX Olimpiade   |           | Amsterdam             | Paesi Bassi |                                  |
| 1932 | Giochi della X Olimpiade    |           | Los Angeles           | Stati Uniti |                                  |
| 1936 | Giochi della XI Olimpiade   |           | Berlino               | Germania    |                                  |
| 1940 | Giochi della XII Olimpiade  |           | Tokyo                 | Giappone    |                                  |
| 1940 | Giochi della XII Olimpiade  | -         | Helsinki              | Finlandia   |                                  |
| 1944 | Giochi della XIII Olimpiade | -         | Londra                | Regno Unito |                                  |
| 1948 | Giochi della XIV Olimpiade  |           | Londra                | Regno Unito |                                  |

## Giochi olimpici invernali
| Anno | Giochi                       | Manifesto | Città               | Paese    | Note |
| ---- | ---------------------------- | --------- | ------------------- | -------- | ---- |
| 1924 | I Giochi olimpici invernali  |           | Chamonix-Mont-Blanc | Francia  |      |
| 1928 | II Giochi olimpici invernali |           | Sankt Moritz        | Svizzera |      |

1. 1 2 3  Cancellata per cause belliche